# Louis Henri Loison

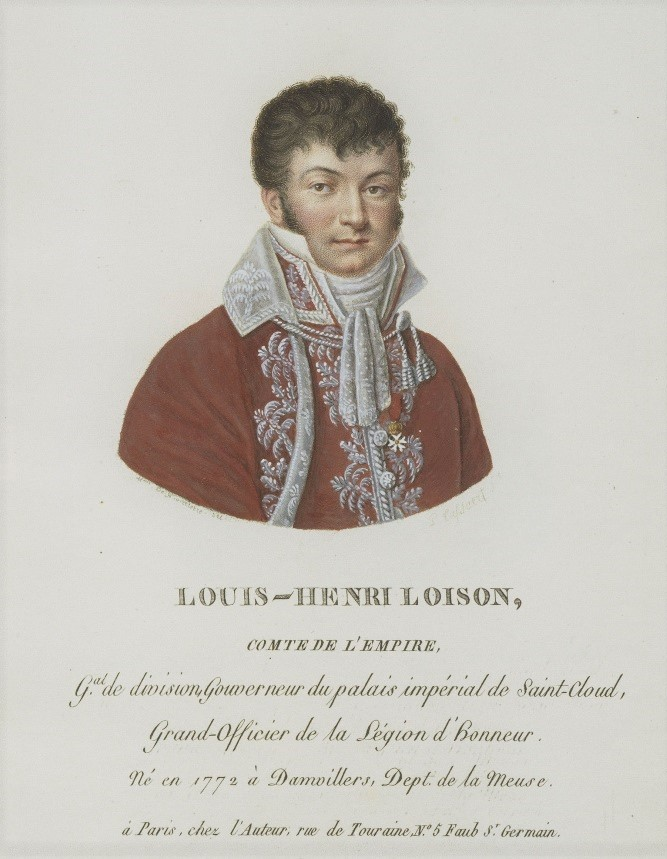
Gen. Louis Henri Loison

Louis Henri Loison (ur. 16 maja 1771 w Damvillers departament Moza, zm. 30 grudnia 1816 w Chokier koło Liège) – francuski generał w okresie od Rewolucji po wojny napoleońskie, bohater bitew pod Marengo, Pozzolo i Ulm. Oficer Wyższy Legii Honorowej (14 czerwca 1804). Z powodu braku lewej ręki, utraconej w wypadku na polowaniu, w 1806 r., w czasie kampanii w Portugalii otrzymał pseudonim Maneta (franc. manchot) – „Jednoręki”.

## Kalendarium z okresuRewolucjiiCesarstwa
- 25 marca 1792 – porucznik batalionu wolontariuszy wystawionego przez departament Meuse
- 28 lipca 1792 – kapitan huzarów Legionu Północy
- październik 1793 – adiutant generalny szef brygady w Armii Północy (Armia Ardenów)
- 13 czerwca 1795 – szef brygady
- 26 sierpnia 1795 – generał brygady
- 15 października 1795 – w Armii Renu i Mozeli służba pod komendą gen. Bonaparte w czasie antyrewolucyjnych zamieszek „13 Vendémiaire’a”; przewodniczący rady wojennej sądzącej przywódców zamieszek; w Armii Wewnętrznej
- 22 września 1796 – w 17. okręgu wojskowym
- 3 grudnia 1796 – przydział do Armii Włoch – nie objął stanowiska i z tego powodu przeniesiony na reformę
- 16 stycznia 1798 – powrót do czynnej służby
- 16 stycznia 1799 – w Armii Szwajcarii
- 2 czerwca 1799 – ranny w bitwie pod Altdorf (ob. Bassecourt – gmina w Szwajcarii)
- 19 października 1799 – generał dywizji (Armia Szwajcarii)
- 20 października 1799 – dowódca 2. dywizji (Armia Szwajcarii)
- 4 kwietnia 1800 – w Armii Rezerwowej
- 26 kwietnia 1800 – dowódca 1. dywizji piechoty (korpus gen. Duhesme, Armia Rezerwowa)
- 14 czerwca 1800 – Bitwa pod Marengo
- 5 lipca 1800 – dowódca dywizji piechoty (korpus lewego skrzydła gen. Moncey, Armia Włoch)
- listopad 1800 – w Korpusie Centrum gen. Suchet
- 25 grudnia 1800 – Bitwa pod Pozzolo
- 19 września 1801 – komendant 25. okręgu wojskowego
- 30 sierpnia 1803 – dowódca 2. dywizji w obozie w Compiègne
- 13 grudnia 1803 – następnie w Montrevil
- 31 sierpnia 1805 – 20 lutego 1806 – dowódca 2. dywizji piechoty (VI Korpus)
- 8 – 15 października 1805 – Bitwa pod Ulm
- 5 lutego 1806 – utrata lewej ręki w wyniku wypadku na polowaniu w okolicach Commerncy (departament Maas)
- 17 września 1806 – ponownie komendant 25. okręgu wojskowego
- 23 października 1806 – gubernator prowincji Münster (Westfalia)
- 1 listopada 1806 – dowódca 2. dywizji piechoty (VIII Korpus Wielkiej Armii)
- 1 lutego 1807 – zastąpiony przez gen. Canvel na stanowisku gubernatora prowincji Münster, wezwany do Szczecina i mianowany dowódcą oblężenia Kołobrzegu
- 1 kwietnia 1807 – objęcie stanowiska dowódcy oblężenia Kołobrzegu
- 1807 – 1811 – uczestnik wojny w Hiszpanii
- 31 października 1807 – dowódca 2. dywizji piechoty (I Korpus Obserwacyjny Girondy)
- 30 sierpnia 1808 – powrót do Francji po kapitulacji pod Sintrą
- 9 listopada 1808 – dowódca 2. dywizji piechoty (VIII Korpus, Armia Hiszpanii)
- 2 stycznia 1809 – gubernator prowincji León
- 14 października 1809 – dowódca 1. dywizji rezerwy (Armia Hiszpanii)
- 31 stycznia 1810 – dowódca 3. dywizji piechoty (VI Korpus, Armia Hiszpanii); gubernator pałaców cesarskich Saint-Cloud i Meudon
- 23 marca – 9 kwietnia 1811 – dowódca VI Korpusu (Armia Portugalii)
- 7 maja 1811 – Powrót do Francji
- 14 czerwca 1811 – komendant 14. okręgu wojskowego
- 25 listopada 1811 – komendant 25. okręgu wojskowego
- 24 maja 1812 – wezwany na służbę do Wielkiej Armii
- 8 lipca 1812 – gubernator Królewca
- 15 października 1812 – dowódca 34. dywizji piechoty (XI Korpus)
- 17 listopada 1812 – opuścił Królewiec
- 8 grudnia 1812 – po przybyciu do Wilna przydzielony wraz z dywizją do III Korpusu
- 10 grudnia 1812 – dowódca obrony Wilna
- 21 grudnia 1812 – gubernator Elbląga
- 25 grudnia 1812 – gubernator Tylży
- 15 stycznia 1813 – komendant 32. okręgu wojskowego
- 20 lutego 1813 – gubernator pałacu w Compiègne
- 21 lutego 1813 – komendant 32. okręgu wojskowego – Wesel
- 27 marca 1813 – zastąpiony przez gen. Lemorois
- 14 kwietnia 1813 – otrzymał naganę (anulowaną przez Napoleona)
- 31 marca 1813 – raport komisji powołanej po przybyciu Cesarza, który stwierdził duże zaniedbania w przygotowaniu dywizji do działań wojennych; odesłany do Francji – udał się do swoich posiadłości
- 18 czerwca 1813 – dowódca 3. dywizji piechoty (XIII Korpus)
- 25 sierpnia 1813 – zajął Wismar, uczestnik obrony Hamburga
- 5 sierpnia 1814 – komendant 15. okręgu wojskowego
- 2 stycznia 1815 – bez przydziału służbowego
- 14 kwietnia 1815 – organizator Gwardii Narodowych 2. okręgu wojskowego
- 28 maja 1815 – inspektor generalny 2. i 3. okręgu wojskowego
- 15 listopada 1815 – przejście w stan spoczynku